# Bílá noc

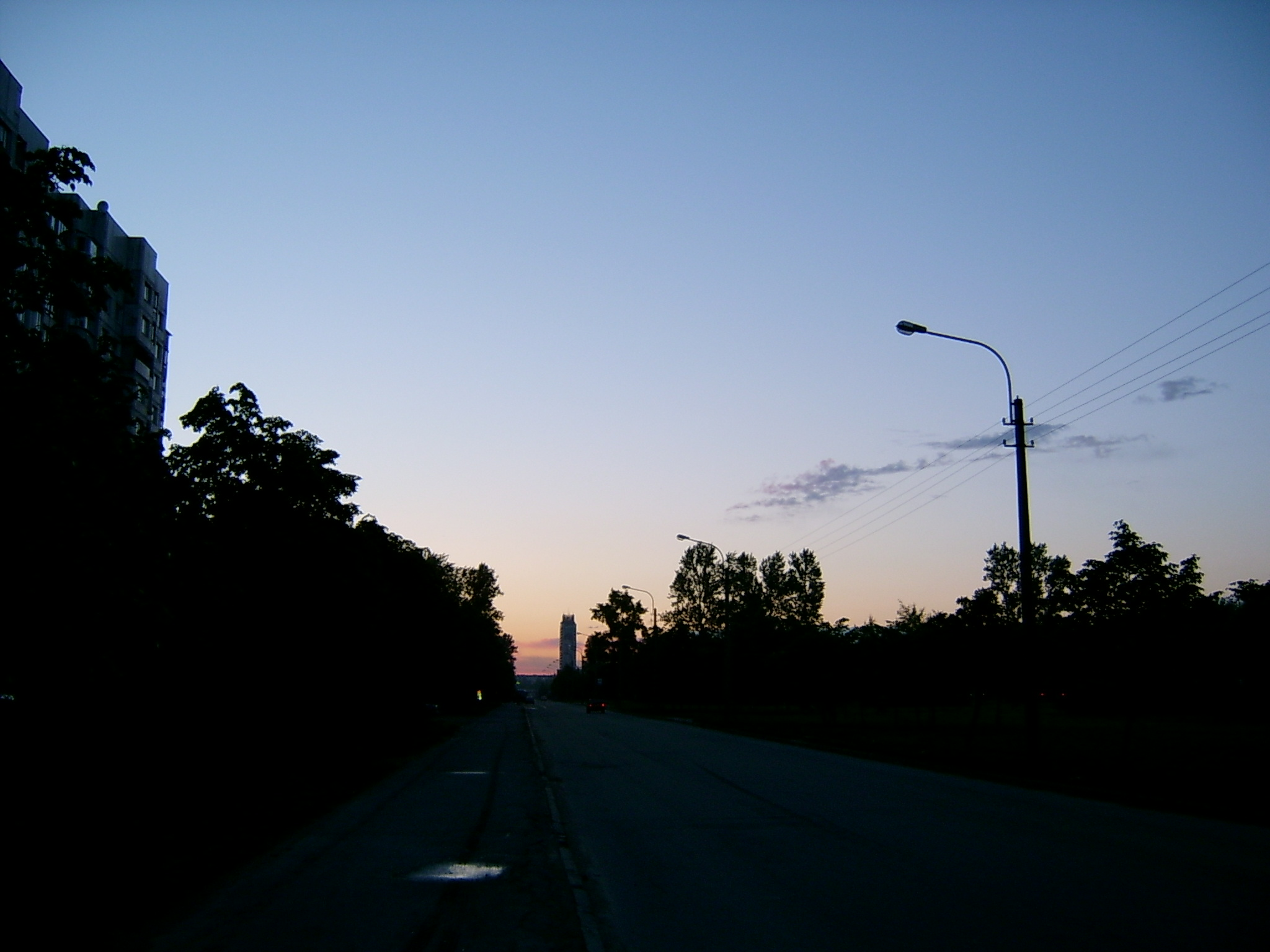
Bílá noc v Petrohradu. 23. června 2004, čas 23:49

Bílá noc se označuje noc, během které slunce zapadá jen nízko pod obzor a proto jasný soumrak trvá celou noc. Bílé noci lze pozorovat ve vyšších zeměpisných šířkách v období kolem letního slunovratu.

## Kde je možné pozorovat bílé noci
Bílé noci lze definovat jako takové noci, během nichž slunce mezi západem a východem neklesne níže než 6° pod obzor, tedy občanský soumrak trvá po celou noc. Podle této definice bílé noci nastávají na území, které se nachází mezi pólem a rovnoběžkou šířky o 6° blíže rovníku než polární kruh, tedy v zeměpisných šířkách více než 60° 33′ 43″.
V období bílých nocí mohou být „světlé noci“, během kterých Slunce klesá pod horizont více než 6°, také vnímány jako bílé noci. Velmi světlé noci bývají i v oblastech, které se nachází za výše uvedenými hranicemi. Petrohrad leží přibližně o 30′ jižněji od uvedené zeměpisné šířky a také je možné na území tohoto města pozorovat bílé noci, díky kterým je město proslulé. Možná i to je důvod, proč se v sovětských publikacích vyskytoval pojem občanský soumrak, který nastává ve chvíli, kdy se Slunce nachází nejvýše 7° pod horizontem, místo běžných 6°.
V zeměpisných šířkách nad polárním kruhem jsou bílé noci pozorovatelné během dvou až čtyř týdnů před nástupem polárního dne a následně po jeho ukončení. V zeměpisných šířkách pod polárním kruhem, kde polární den nenastává, lze bílé noci pozorovat v období slunovratu, také před ním a následně po něm. Výskyt bílých nocí je větší, je-li i vyšší zeměpisná šířka dané oblasti. V závislosti na míře přiblížení se ke slunovratu jsou noci světlejší a maximální intenzity osvětlení dosahují během noci, při níž probíhá slunovrat

### V Rusku

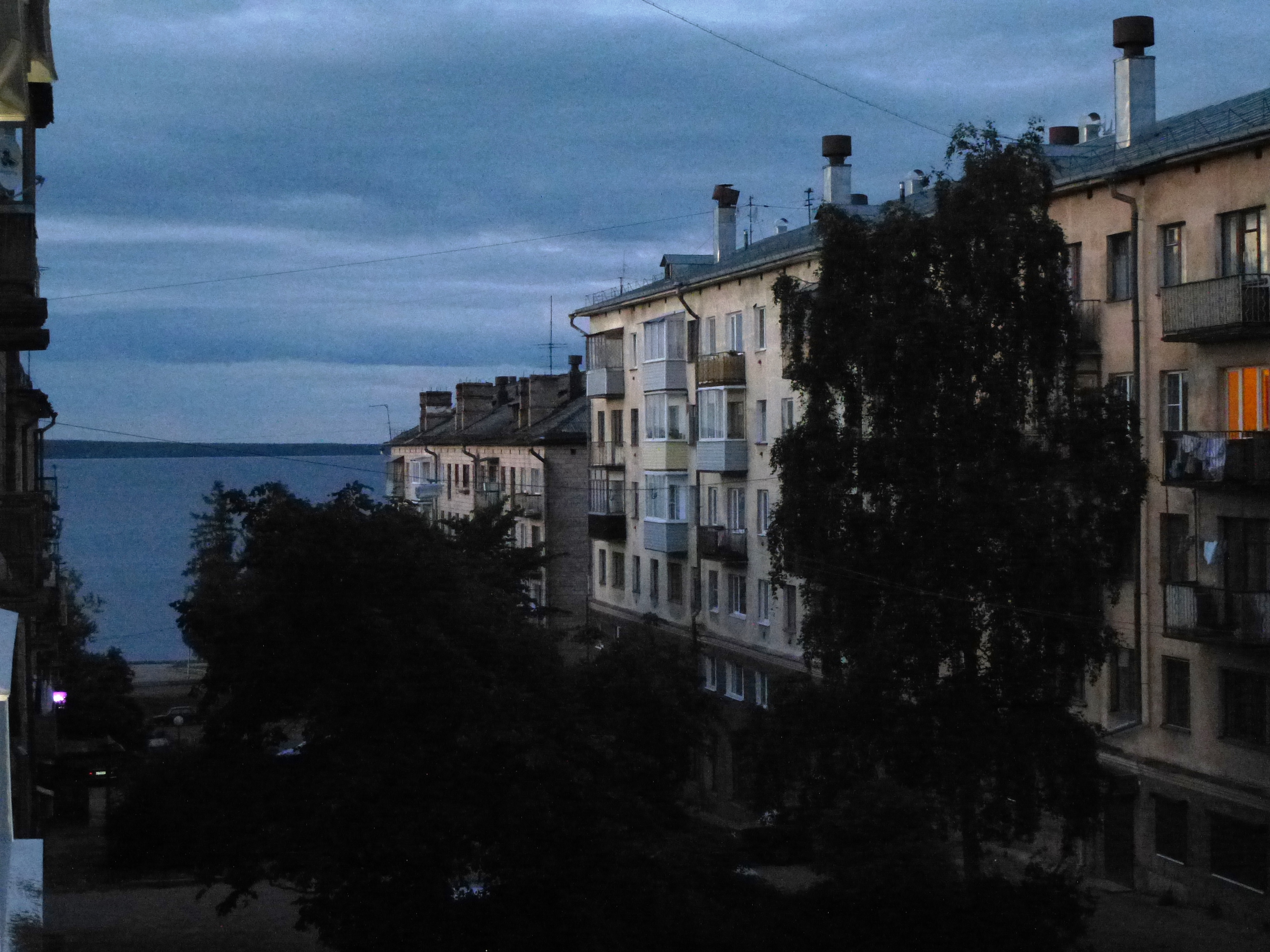
Bílá noc v Petrozavodsku. 18. června 2013, moskevský čas 00:17

Petrohrad je nejznámější ruské město, ve kterém lze pozorovat bílé noci. Ačkoliv je občanský soumrak na tomto území přerušován tmavším nautickým soumrakem, tak jako například v Moskvě. Území Moskvy se stejně jako území Petrohradu nachází 37′ (≈70 km) jižně od nejjižnější zeměpisné šířky, na které občanský soumrak probíhá bez přerušení, nicméně část Leningradské oblasti severně od měst Vyborg, Sosnovo, Lodějnoje Pole se nachází severně od této zeměpisné šířky.
Dalšími městy (která jsou uvedena v žebříčku od nejtmavších a nejatraktivnějších až po nejsvětlejší a nejdéle trvající bílé noci) jsou: Čerepovec, Vologda, Berezniki, Magadan, Serov, (Solimansk), Karpinsk, Krasnoturinsk, Čerdyň, Severouralsk, Ivděl, Vyborg, Nižněvartovsk, Langepas, Chanty-Mansijsk, Megion, Něftějugansk, Surgut, Petrozavodsk, Usť-Ilimsk, Jakutsk, Ňagaň, Radužnyj, Kogalym, Nojabrsk, Archangelsk, Severodvinsk, Pečora, Nadym, Usinsk, Inta, Novyj Urengoj a mnoho dalších severních měst.
Bílé noci je možné také pozorovat v těch městech, ve kterých je možné pozorovat i polární den, a to ve městě: Salechard, Murmansk, Norilsk, Vorkuta, Narjan-Mar 3 týdny před začátkem polárního dne a také po jeho ukončení. V těchto městech je bílá noc postupně stále světlejší, dokud Slunce nepřestane zacházet za horizont a nenastane polární den.

### V dalších zemích
- Na celém území: Finska, Islandu a Antarktidy
- Na většině území Švédska a Norska
- Z menší části na území Estonska (sever), Dánska (Faerské ostrovy, Grónsko), Velká Británie (Orkneje a Shetlandy ve Skotsku, а také Jižní Orkneje na Antarktidě), USA (téměř celá Aljaška s výjimkou jižních oblastí), Kanada (severní oblasti).

### Na pólech
Na severním a jižním pólu je bílá noc pozorovatelná nepřetržitě přibližně během 15-16 dní před východem a po západu Slunce. Na severním bílá noc nastává od 3. do 18. března a od 26. září do 11. října, na jižním pólu nastává od 23. března do 7. dubna a od 7. do 21. září. Rozdíly v trvání bílých nocí, polárního dne a polární noci na pólech jsou podmíněny tím, že oblast u jižního pólu se nachází ve výšce 2800 metrů nad mořem, v okolí severního pólu je výška dána úrovní Severního ledového oceánu.

### Bílé noci a stav stratosféry
Bílé noci je možné pozorovat i v zeměpisných šířkách, které jsou blíž k rovníku, a to tehdy, když se do stratosféry dostanou drobné částice, které ve vysokých výškách rozptylují sluneční světlo po západu Slunce. Tento jev byl zpozorován zejména po pádu Tunguského meteoritu.

## Bílé noci jako kulturní jev

### Petrohrad

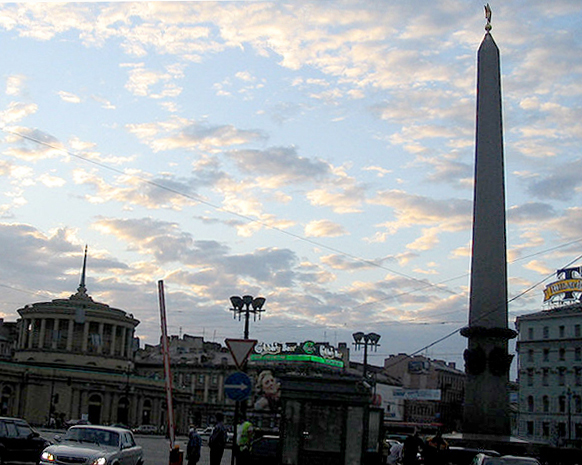
Náměstí Povstání (Площадь Восстания), 28. červen 2006, 23 hodin

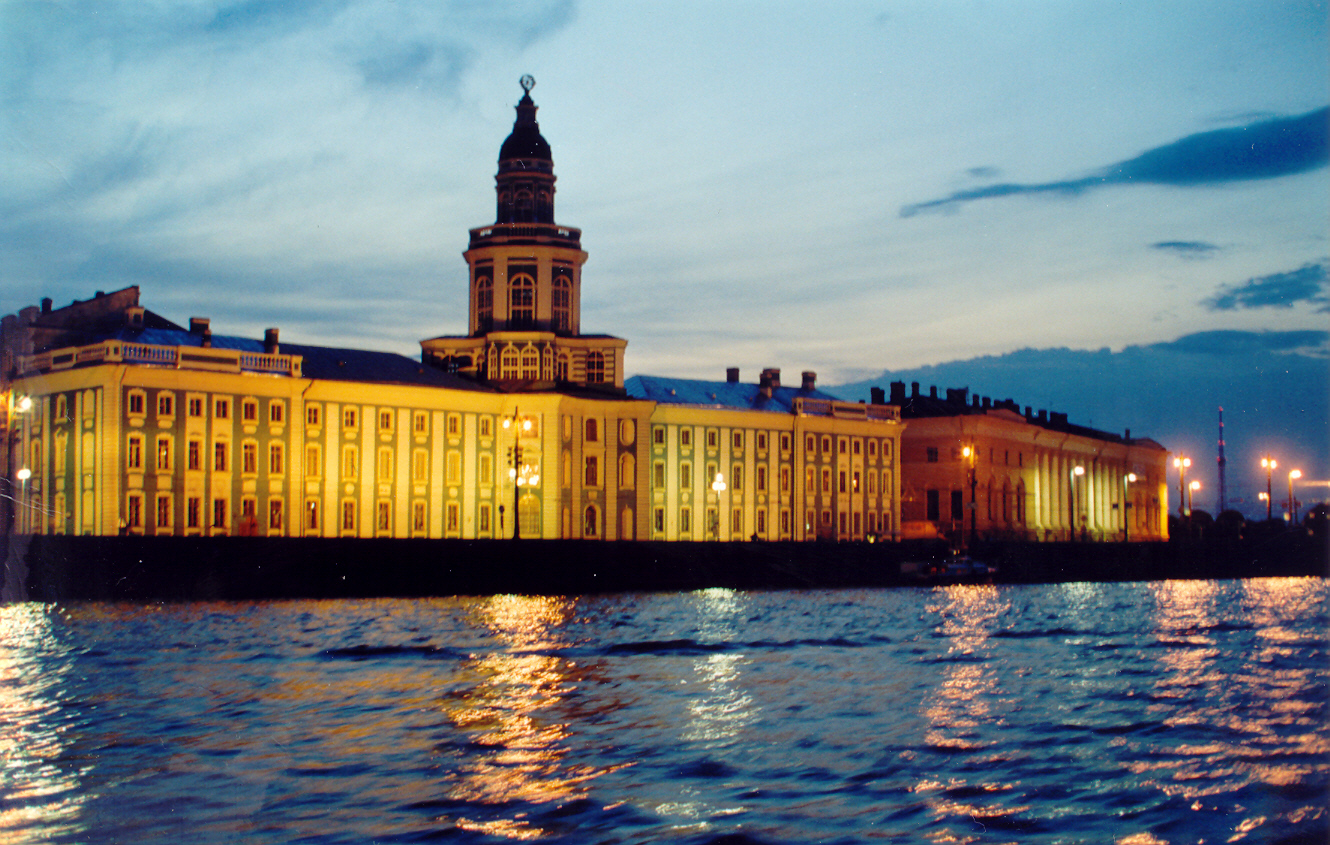
Univerzitní nábřeží (Университетская набережная), 24. červen 1999

Období bílých nocí v Petrohradě trvá od konce května do poloviny června. Přesné datum není stanoveno.
Bílé noci jsou osobitým symbolem Petrohradu: v toto roční období se ve městě konají nejrůznější festivaly, koncertní programy a národní slavnosti. Období bílých nocí předchází oslava Dne založení města, které připadá na 27. května. Po dobu dvaceti dnů v měsíci červnu probíhá svátek „Rudých plachet“ («Алые паруса»). Obraz  „bílých nocí“ se velmi promítl i do umění a literatury. Pod obchodní známkou „Bílé noci“ se v Petrohradě vydává řada cukrovinek. „Bílé noci“ představují také ruský mezinárodní turnaj v badmintonu, Evropské mistrovství v badmintonu (Этап Кубка Европы по бадминтону) v Gatčina v leningradská oblasti. Každoročně se zde koná Mezinárodní festival, v rámci kterého se vyhlašuje soutěž, během které děti a mládež prokážou svou kreativitu, pokud jde o „Tóny a barvy bílých nocí“ («Звуки и краски белых ночей»).Koná se také festival umění „Hvězdy bílých nocí“(«Звезды белых ночей»). Státní filharmonie jazzové hudby společně s Výborem pro kulturu Vlády Petrohradu pořádá již od roku 1994 Petrohradský festival jazzu s názvem „Swing bílé noci“ («Свинг белой ночи»). 

### Nižněvartovsk
Od roku 1975 se v Nižněvartovsku koná festival bílých nocí. Správa tohoto města každoročně stanovuje období oslav bílých nocí, které se zde konají. V roce 2009 svátek trval dva dny, a to 12. a 13. června. V roce 2010 trval tento svátek dokonce tři dny, od 11. do 13. června. Tzv. „Samotlorské noci“ («Самотлорские ночи»), jak je také tento svátek jinak nazýván, v sobě skýtají různé národní slavnosti, koncerty, výstavy atd. 

### Perm
Od roku 2011 se ve městě Perm (Пермь) koná festival „Bílé noci v Permu“(«Белые ночи в Перми»). Název festivalu je přísně podmíněn zeměpisné šířce města, která je 58° a soudobé bílé noci zde neprobíhají. Období oslav „bílých nocí“ stanovuje ve městě každoročně městská správa Permu. V roce 2011 tento svátek trval 26 dní, a to od 1. do 26. června, a v roce 2012 trval svátek 24 dní, od 1. do 24. června. V roce 2013 byl festival naplánován na 1. až 23. června. Festival „Bílé noci v Permu“ v sobě zahrnuje taktéž komplex různorodých národních slavností, koncertů, výstavek atd.  

### V umění
- O bílých nocích nejednou psal Alexandr Sergejevič Puškin.
- Fjodor Michajlovič Dostojevskij napsal povídku „Bílé noci“, na jejíž motivy byl několikrát natočen film.
- Bílá noc je zmíněna v písni „Dlouho bude Karélie snít“ («Долго будет Карелия сниться»). Hudbu k písni složil A. Kolker, a autorem textu je K. Ryžov.
- V románě „Toomas Nipernaadi“ estonského spisovatele Augusta Gailita nese jedna novela název „Bílé noci“ .
- Jedna z nejpopulárnějších písní hudební skupiny „Fórum“ se jmenovala „Bílá noc“.
- Jurij Ševčuk, roker a frontman kapely DDT, se ve své tvorbě často obracel k Petrohradu, napsal také zasmušile lyrickou píseň „Bílá noc“, oficiální klip byl natočen způsobem, jenž vyobrazoval soumrak bílých nocí.